# Зиди, Малик
Малик Зиди (род. 14 февраля 1975, Шатне-Малабри) — французский актёр.
Номинант премии «Сезар» как самый многообещающий молодой актёр за 2001 год за роль Франсуа в фильме «Капли дождя на раскаленных скалах», а также за 2003 и 2005 годы. Лауреат премии «Сезар» за 2007 год как самый многообещающий молодой актёр (за фильм Les Amitiés maléfiques).
Родился в Шатне-Малабри, жил с родителями в Сен-Мор-де-Фоссе, а с 18 лет в Париже. Отец Малика алжирского происхождения, мать — бретонка.

## Фильмография
- «Вандомская площадь» /«Place Vendome»/Николь Гарсиа (1998)
- «Капли дождя на раскаленных скалах» /«Gouttes d’eau sur pierres brulantes»/ Франсуа Озона (1999)
- «Повернуть время вспять» /«Temps qui changent»/ Андре Тешине (2004)
- «Сисси — мятежная императрица» /«Sissi, l’imperatrice rebelle»/ Жан-Даниэль Верега (2004)
- «Забыть Шайенн» /«Oublier Cheyenne»/ Валери Минетто (2005)
- «Месть бедняка» /«Jacquou le Croquant»/ Лорана Бутонна (2007)
- «Отец Горио» /«Le Pere Goriot»/ Жана-Даниэля Верхога (2007)
- «Проклятые короли» /«Les rois maudits»/ Жозе Дайана (2005)
- «Лиссабонские тайны» /«Mysteries of Lisbon»/ Рауля Руиса (2010)
- «Дикарь» /«Voyage de Tahiti»/ Врач в островном госпитале (2017)
- «Кислород» / «Oxygen»